# Threads (red social)
Threads  es un servicio de medios y redes sociales en línea propiedad de la empresa estadounidense Meta Platforms. En menos de 24 horas de su lanzamiento, la red social alcanzó los 70 millones de usuarios registrados. Es ampliamente vista como la competencia de X (anteriormente llamada Twitter). La aplicación está disponible en iOS y Android.
La aplicación inicialmente está diseñada para ir de la mano junto a Instagram, un producto de Meta Platforms; actualmente los usuarios de Threads deben tener una cuenta de Instagram para usar la aplicación. En Threads, los usuarios pueden publicar y compartir texto, videos e imágenes y enviar mensajes directos.
Tras la adquisición de Twitter por parte de Elon Musk, los empleados de Meta Platforms inicialmente discutieron el lanzamiento de Instagram Notes, una función basada en texto para Instagram. Los empleados también discutieron la creación de una aplicación separada e independiente enfocada en texto, lo que dio origen a Threads. El desarrollo de Threads comenzó en enero de 2023, entonces conocido internamente como "Proyecto 92". La información sobre Threads se publicó en marzo y el medio estadounidense The Verge publicó detalles de una reunión interna de toda la empresa en junio. Los detalles sobre Threads surgieron en julio y Meta Platforms publicó la aplicación en la App Store de Apple el 3 de julio con una fecha de lanzamiento del 6 de julio. Threads se lanzó oficialmente el 5 de julio en 100 países, excepto en los países conformantes de la Unión Europea donde fue lanzado el 14 de diciembre de 2023 tras ser aprobado por dicha organización.

## Historia

### 2022-2023: desarrollo y presentación
A partir del momento en que  Twitter fue adquirido por Elon Musk, los competidores de dicha red social han intentado capitalizar el éxodo de usuarios. En una sesión de lluvia de ideas a fines de 2022 que se centró en diseñar estrategias para competir con Twitter, los empleados de Meta Platforms discutieron la extensión del lanzamiento de Instagram Notes, una próxima función basada en texto para Instagram, así como la creación de una aplicación separada centrada en texto. El desarrollo de Threads comenzó en enero de 2023. Moneycontrol obtuvo información sobre la aplicación, entonces bajo el nombre en clave "P92", en marzo. P92 operaría con el protocolo ActivityPub y los usuarios podrían usar sus cuentas de Instagram para registrarse. En junio de 2023, The Verge publicó detalles de una reunión interna de toda la empresa en Meta Platforms en la que se discutió el "Proyecto 92", descrito por el director de productos de Meta Platforms, Chris Cox, como la "respuesta a Twitter" de la empresa. Según los informes, la compañía ya tenía celebridades como DJ Slime comprometidas con el uso de la aplicación y estaba en conversaciones con Oprah Winfrey y el Dalai Lama. También se informó que la aplicación estaría basada en Instagram.
Los detalles sobre Threads surgieron en julio, cuando el desarrollador Alessandro Paluzzi tuiteó que Project 92 había sido lanzado en Google Play Store como Threads. La aplicación se eliminó varias horas después, pero Paluzzi publicó varias capturas de pantalla de las funciones de la aplicación. El 3 de julio de 2023, Threads apareció en la App Store de Apple con fecha de lanzamiento el 6 de julio. La presentación de Threads se produjo en medio de cambios en la cantidad de tuits que se pueden ver al día. También se descubrió un sitio web oficial en threads.net, con un reloj de cuenta regresiva hasta el lanzamiento del servicio y enlaces para descargar las aplicaciones del servicio. La cuenta regresiva se adelantó al 5 de julio a las 7:00 p. m. EDT. Threads se lanzó oficialmente el 5 de julio de 2023 en 100 países, excluyendo la Unión Europea, ya que Meta está esperando aclaraciones de los reguladores "en medio de la incertidumbre regulatoria sobre el uso de datos personales por parte del servicio".
El 13 de diciembre de 2023, Threads comenzó a implementar en modo de prueba la integración con ActivityPub con una publicación de Mark Zuckerberg anunciando dicha implementación, la cual puede conectar Threads con otros servicios como Mastodon u cualquier otro servicio del Fediverso que use por protocolo ActivityPub. Sin embargo, la recepción de esta noticia por parte de los usuarios de Mastodon fue variada; varias instancias de dicha plataforma tras la noticia han empezado a bloquear el dominio de Threads impidiendo la comunicación entre la instancia y la plataforma de Meta, justificando que dicha empresa tiene comportamientos corporativos incorrectos; mientras que otros usuarios reciben con cordialidad la "federación" de Threads con los demás servicios del Fediverso.

## Apariencia y características

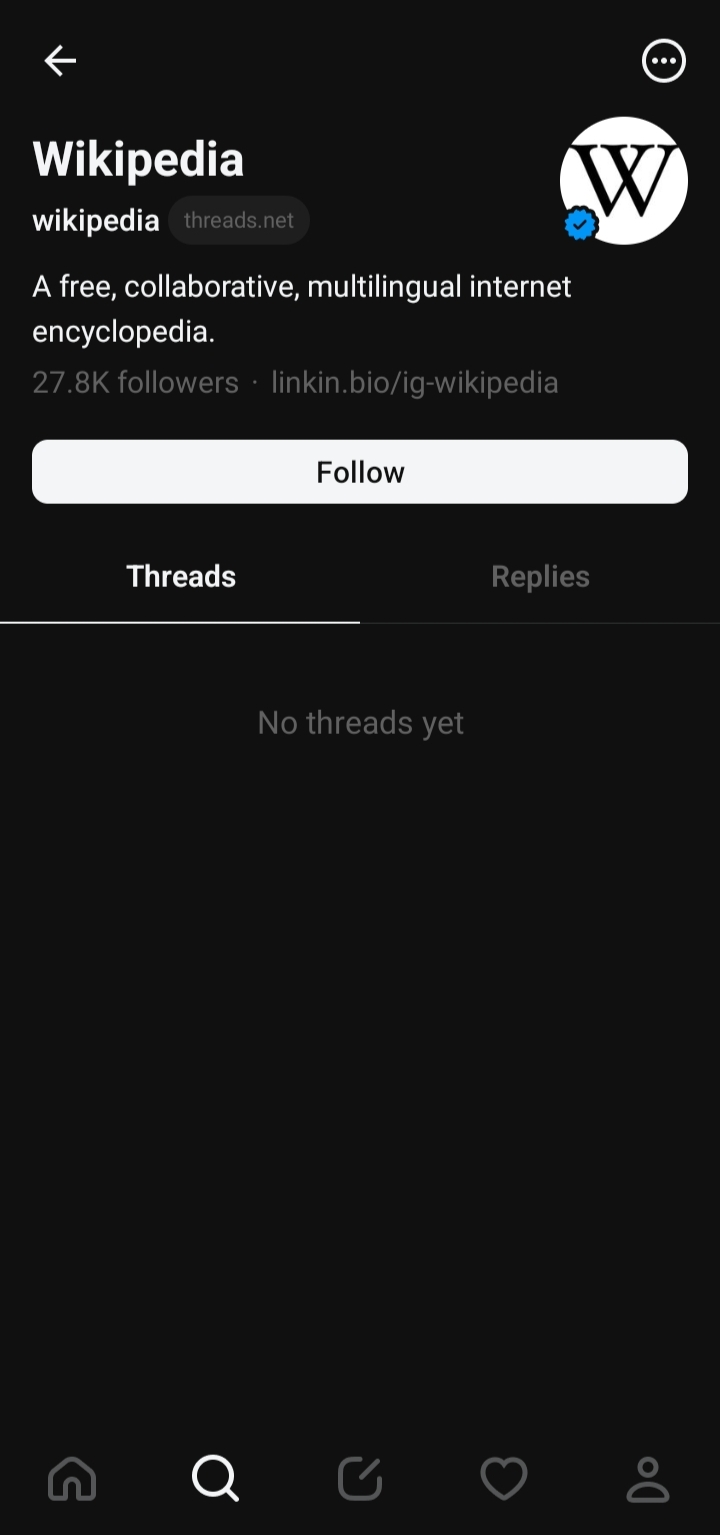
Pantalla de Threads

Diseñado como una plataforma para conversaciones y uso compartido en tiempo real, Threads tiene como objetivo brindar a los usuarios una experiencia similar a Twitter, con énfasis en publicaciones y conversaciones públicas basadas en texto (también conocidas como microblogging), y está estrechamente vinculada y basada en el servicio hermano de redes sociales Instagram.

### Cuentas
Las cuentas de Threads están estrechamente integradas con las cuentas de Instagram. Según los informes, los Threads y las cuentas de Instagram compartirán un nombre de usuario, una imagen de perfil y un nombre, y los usuarios solo podrán cambiar estos detalles a través de Instagram. Los usuarios podrán seleccionar si los seguidores, las cuentas seguidas y los usuarios bloqueados en Instagram se transferirán a Threads. Debido a la naturaleza descentralizada del servicio y la compatibilidad con el protocolo ActivityPub, los usuarios de otros servicios de redes sociales descentralizados del Fediverso como Mastodon podrán encontrar y acceder a las cuentas de Threads por medio de la identificación «@usuario@threads.net». Los usuarios de Threads también pueden limitar las respuestas a una publicación, lo que significa que no se compartirá fuera de Threads con otras plataformas descentralizadas y solo permanecerá dentro de Threads.

### Disponibilidad de la plataforma
Como la mayoría de los servicios de redes sociales, Threads se ofrecerá a través de clientes móviles nativos para las plataformas iOS de Apple y Android de Google. Según se informa, puede estar disponible una aplicación web, con perfiles que utilizan el formato threads.net/@user. La aplicación se anunció el 4 de julio y los pedidos anticipados se abrieron dos días antes de su lanzamiento.